# Bart Brentjens
Bart Jan-Baptist Marie Brentjens (ur. 10 października 1968 w Haelen) – holenderski kolarz górski, dwukrotny medalista olimpijski, trzykrotny medalista mistrzostw świata, trzykrotny medalista mistrzostw świata w maratonie, dwukrotny medalista mistrzostw Europy oraz zdobywca Pucharu Świata.

## Kariera
Swój pierwszy międzynarodowy sukces osiągnął w 1994 roku, kiedy to wywalczył brązowy medal w cross-country podczas mistrzostw świata w Vail. W zawodach tych wyprzedzili go jedynie Duńczyk Henrik Djernis oraz Amerykanin Tinker Juarez. W tym samym sezonie triumfował w klasyfikacji generalnej cross-country Pucharu świata. Na rozgrywanych rok później mistrzostwach świata w Kirchzarten zdobył złoty medal w tej samej konkurencji, a w 1996 roku został pierwszym historii mistrzem olimpijskim w kolarstwie górskim, zdobywając złoty medal na igrzyskach olimpijskich w Atlancie. W 2000 roku, podczas mistrzostw świata w Sierra Nevada zajął trzecie miejsce w wyścigu cross-country, tym razem ulegając jedynie Francuzowi Miguelowi Martinezowi i Kanadyjczykowi Rolandowi Greenowi. W tym samym roku był drugi na mistrzostwach Europy w Rhenen, jednak z igrzysk w Sydney wrócił bez medalu po tym, jak zajął dwunaste miejsce. W 2001 roku zdobył złoto na mistrzostwach Europy w St. Wendel, a w sezonie 2002 Pucharu Świata zajął trzecie miejsce za Belgiem Filipem Meirhaeghe i Szwajcarem Christophem Sauserem. W trzech kolejnych latach Holender zdobywał medale na mistrzostwach świata w maratonie MTB: srebrne na MŚ w Lugano (2003) i MŚ w Lillehammer (2005) oraz brązowy na MŚ w Bad Goisern (2004). W tym czasie wystąpił także na igrzyskach olimpijskich w Atenach, gdzie był ponownie trzeci, za Julienem Absalonem z Francji i José Antonio Hermidą z Hiszpanii. Brał także udział w igrzyskach olimpijskich w Pekinie w 2008 roku, jednak zajął dopiero 37. miejsce. Ponadto dziesięciokrotnie był mistrzem Holandii w kolarstwie górskim.